# Chiang K'ui (krater)
Chiang K'ui är en nedslagskrater på planeten Merkurius. Chiang K'ui är ungefär 103 kilometer i diameter.
1976 namngavs den efter den kinesiske poeten Jiang Kui.